# Streptocephalus moorei
Streptocephalus moorei är en kräftdjursart som beskrevs av Denton Belk 1973. Streptocephalus moorei ingår i släktet Streptocephalus och familjen Streptocephalidae. IUCN kategoriserar arten globalt som akut hotad. Inga underarter finns listade i Catalogue of Life.